# Бурдон, Роберт Грегори
Роберт Грегори Бурдон (англ. Robert Gregory Bourdon, род. 20 января 1979, Калабасас, Калифорния, США) — американский музыкант, один из основателей и бывший барабанщик рок-группы Linkin Park, бывший самый молодой участник коллектива.

## Биография
Родился 20 января 1979 в городе Калабасас, штат Калифорния. Сейчас живёт в Лос-Анджелесе. До того, как стать музыкантом, работал официантом.
Рос в том же самом городе, что и члены группы Incubus, и учился в одной школе вместе с некоторыми членами группы Hoobastank.
Начал играть на барабанах в 10 лет, после того, как увидел один из концертов Aerosmith. Его мать была экс-подругой Джоуи Крамера, барабанщика Aerosmith. Бурдон также играет на фортепиано. Когда ему было 13 лет, он начал играть в различных группах вместе с друзьями. Так было до тех пор, пока он не встретил Брэда Делсона (гитарист Linkin Park), вместе они в течение года выступали в группе Relative Degree. Их цель состояла в том, чтобы играть в Roxy, но после достижения цели группа распалась.
Является представителем таких барабанных марок как Remo DrumHead’s и Vater percussion. Занимает 32-е место как лучший барабанщик по версии журнала Modern Drummer 2015.
Роб Бурдон более 7 лет встречался с Ванессой Эвиган. В начале 2008 Бурдо заявил, что расстался с Эвиган. Эвиган — актриса, дочь актёра Грэга Эвигана; её сестра Брайана тоже актриса, снималась в клипе «Numb».
После смерти Честера Беннингтона постепенно стал отдаляться от группы, при этом не разрывая дружеские отношения с другими участниками, и в итоге покинул её, отдав свое место за установкой Колину Бриттену.

## Дискография
| Год  | Альбом              | Лейбл                                           |
| ---- | ------------------- | ----------------------------------------------- |
| 2000 | Hybrid Theory       | Warner Brothers Records                         |
| 2003 | Meteora             | Warner Brothers Records                         |
| 2007 | Minutes to Midnight | Warner Brothers Records                         |
| 2010 | A Thousand Suns     | Warner Brothers Records                         |
| 2012 | Living Things       | Warner Brothers Records/Machine Shop Recordings |
| 2014 | The Hunting Party   | Warner Brothers Records/Machine Shop Recordings |
| 2017 | One More Light      | Warner Brothers Records/Machine Shop Recordings |

## Оборудование

### Ударные (Projekt Revolution kit)
Gretsch USA Custom

14X5 Snare Drum

10X8 High-Tom

12X10 Mid-Tom

16X13 Floor Tom

18X16 Floor Tom

22X16 Bass Drum

### Тарелки (Zildjian)
14" A-New Beat hi-hats

14" A-Custom Mastersound hi-hats [Changes between hi hats live]

18" A-Custom Projection Crash

10" A-Custom Splash

19" A-Custom Projection Crash

21" A-Custom Projection Ride

20" Oriental China «Trash»

14" ZXT Trashformer

### Остальное
- Electronics: Pintech Pads(to the left of hi-hats)
- Freestanding Drum Pads (Pintech)
- Triggers on snare(DDrum)
- KD-7 Bass Drum Trigger Unit (Roland)
- DM5 Drum Module (Alesis)
- Hardware: Gibraltar Rack System
- Heads: Various Remo Heads
- Sticks: Vater Power House (Hickory with wood tip) and Splashstick
- Footwear: Puma racing shoes
- Recording Software: Pro Tools
- MultiDirector DI (Whirlwind)
- Headphone Mixer MH4 (Rane)
- Crossover SAC22 (Rane)
- Bass Shaker (Aura)
- DW 5000 kick pedals (DW)
- S6000 Sampler (Akai)
- MPC2000XL Sampler (Akai)
- M-1400I Power Amp (Mackie)
- PL Plus Power Conditioner (Furman)
- Педаль для бочки (бас-барабан): DrumWorkShop
- педаль для тарелки  Sampler  (тарелка)